# Tangail

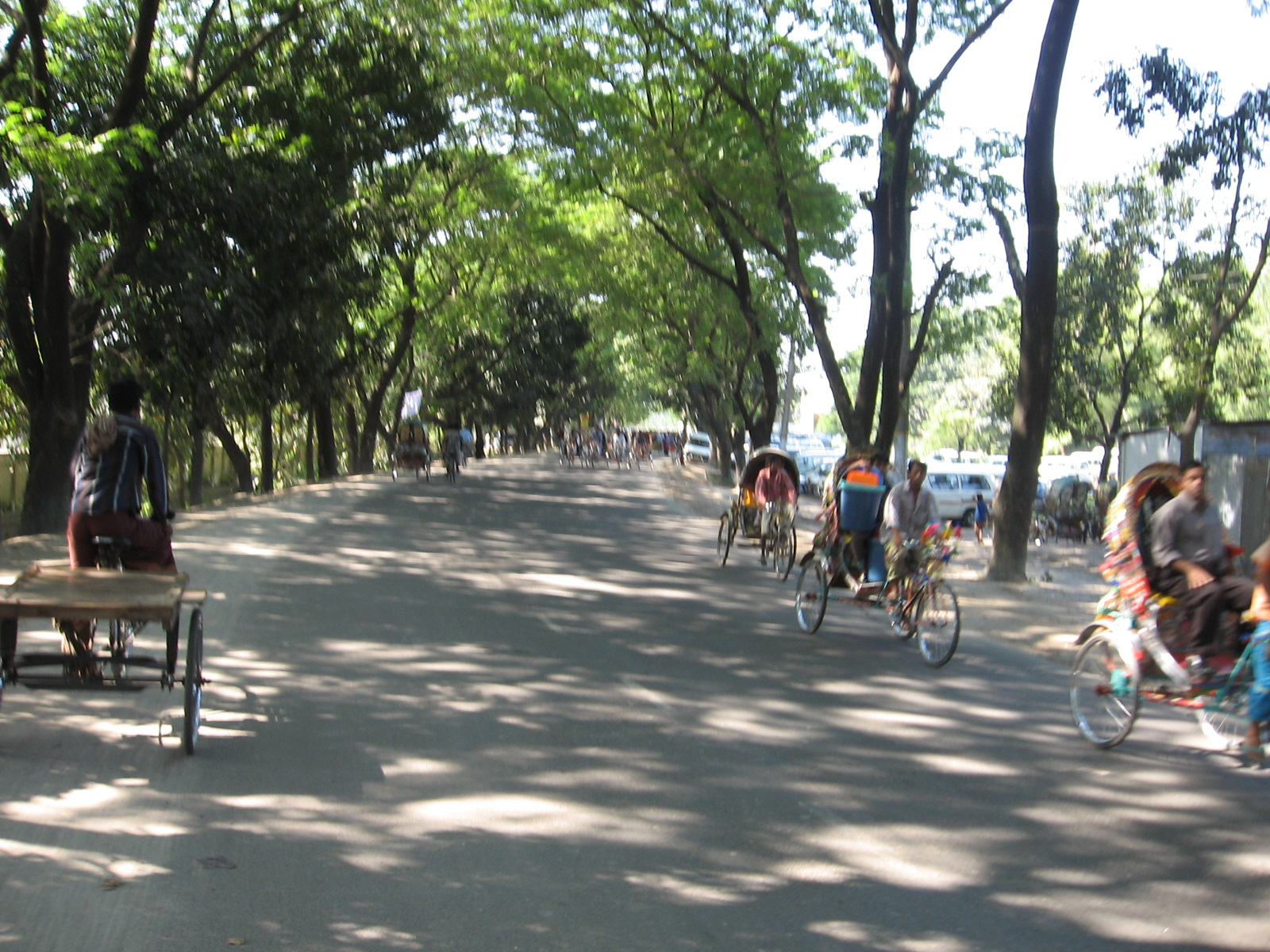
Gata i Tangail.

Tangail är en stad i Bangladesh och ligger strax öster om floden Jamuna i provinsen Dhaka. Staden hade 167 412 invånare vid folkräkningen 2011, på en yta av 33,80 km². Stadens namn kommer från ordet tanga, vilket betyder hästfordon som förr var ett vanligt transportsätt i området. Tangail blev en egen kommun 1887.